# Campeonato Africano de Atletismo de 2024 - 5000 m feminino
A prova dos 5000 metros feminino do Campeonato Africano de Atletismo de 2024 foi disputada no dia 21 de junho, no Estádio de Japoma, em Duala, nos Camarões.

## Recordes
Antes desta competição, os recordes mundiais e do campeonato nesta prova eram os seguintes:
|                       | Nome             | Nacionalidade | Tempo      | Local  | Data                   |
| --------------------- | ---------------- | ------------- | ---------- | ------ | ---------------------- |
| Recorde mundial       | Gudaf Tsegay     | Etiópia       | 14m 00s 21 | Eugene | 17 de setembro de 2023 |
| Recorde do campeonato | Sheila Chepkirui | Quênia        | 15m 05s 45 | Durban | 23 de junho de 2016    |
| Recorde africano      | Gudaf Tsegay     | Etiópia       | 14m 00s 21 | Eugene | 17 de setembro de 2023 |

## Medalhistas
| Ouro                   | Prata                | Bronze                  |
| Fantaye Belayneh (UGA) | Kassie Wubrist (ETH) | Samia Hassan Nour (DJI) |

## Cronograma
Todos os horários são locais (UTC+1).
| Data        | Hora  | Evento |
| ----------- | ----- | ------ |
| 16 de junho | 16:50 | Final  |

## Resultado final
A final ocorreu dia 21 de junho às 16:50.
| Posição           | Atleta            | Nacionalidade | Tempo    | Notas |
| ----------------- | ----------------- | ------------- | -------- | ----- |
| Medalha de ouro   | Fantaye Belayneh  | Uganda        | 15:30.10 |       |
| Medalha de prata  | Kassie Wubrist    | Etiópia       | 15:30.25 |       |
| Medalha de bronze | Samia Hassan Nour | Djibuti       | 15:42.63 |       |
| 4                 | Rebecca Mwangi    | Quênia        | 15:46.05 |       |
| 5                 | Esther Chebet     | Uganda        | 16:01.75 |       |
| 6                 | Mercy Chepkemoi   | Quênia        | 17:57.53 |       |
| 7                 | Teresia Gateri    | Quênia        | 18:02.21 |       |

Legenda
| Recorde mundial       | Recorde mundial (World record)               |                       | Recorde africano                      | Recorde africano (African) |                                           | Q | Classificado por posição (Qualified) |
| Recorde do campeonato | Recorde do campeonato (Championship record)  | Recorde da América    | Recorde da América (Americas)         | q                          | Classificado por melhor tempo (Qualified) |   |                                      |
| Melhor marca do ano   | Melhor marca do ano (World leading)          | Recorde asiático      | Recorde asiático (Asian)              | DNS                        | Não largou (Did not start)                |   |                                      |
| Recorde nacional      | Recorde nacional (National record)           | Recorde europeu       | Recorde europeu (European)            | DNF                        | Não terminou (Did not finish)             |   |                                      |
| Recorde pessoal       | Recorde pessoal do atleta (Personal best)    | Recorde da Oceania    | Recorde da Oceania (Oceania)          | DSQ / DQ                   | Desclassificado (Disqualified)            |   |                                      |
| Recorde da temporada  | Recorde da temporada do atleta (Season best) | Recorde sul-americano | Recorde sul-americano (South America) | NM                         | Sem marca (No mark)                       |   |                                      |